# Bullerdalen
Bullerdalen är ett kommunalt naturreservat i Karlskoga kommun i Örebro län.
Området är naturskyddat sedan 2000 och är 31 hektar stort. Reservatet består av en bäckravin kring Bullerbäcken med granskog.